# Invazija
Invazija je vojaška ofenziva, v kateri veliko število pripadnikov ene geopolitične entitete agresivno vstopi na ozemlje, ki je v lasti druge tovrstne entitete, običajno z namenom osvojitve, osvoboditve ali ponovne vzpostavitve nadzora ali oblasti nad ozemljem, vsiljevanjem delitve države, spreminjanjem obstoječe vlade ali pridobivanjem koncesij od omenjene vlade, ali kombinacije teh. Invazija je lahko vzrok za vojno, je lahko del strategije za končanje vojne ali pa je lahko sama po sebi celotna vojna. Zaradi velikega obsega operacij, povezanih z invazijami, so običajno strateškega pomena v načrtovanju in izvedbi.